# 娜娜星
小行星1203（1203 Nanna）是一颗围绕太阳公转的小行星。1931年10月5日，德國天文學家马克斯·沃夫在海德堡天文台发现了此天体。
該小行星以德國畫家安塞爾姆·費爾巴哈的情婦，一位受歡迎意大利藝術模特兒安娜·里西的暱稱「娜娜（Nanna）」命名。
这颗小行星的绝对星等为11.72等。